# Incesticide
Incesticide je kompilace americké grungeové skupiny Nirvana, která obsahuje raritní skladby z let 1988–1991, skladby které se objevily na B stranách singlů, dále obsahuje nahrávky z rádií, dema a i do té doby nevydané nahrávky. Byla nahrána v různých složeních – v tomto období se sestava kapely různě měnila. Vzhledem k velkému počtu skladeb, které nebyly vydané na žádném studiovém albu, se však jedná spíše o suverénní album než o kompilaci. Na albu je hned několik písní převzatých, a to od punkových/novovlných Devo (Turnaround) a indie rockových Vaselines (Molly's Lips a Son of a Gun).

## Seznam skladeb
Autorem je Kurt Cobain, pokud není uvedeno jinak
| Pořadí | Název            | Autor                            | Bicí          | Délka |
| ------ | ---------------- | -------------------------------- | ------------- | ----- |
| 1.     | Dive             | Cobain, Novoselic                | Chad Channing | 3:55  |
| 2.     | Sliver           | Cobain                           | Dan Peters    | 2:16  |
| 3.     | Stain            | Cobain                           | Chad Channing | 2:41  |
| 4.     | Been a Son       | Cobain                           | Dave Grohl    | 1:56  |
| 5.     | Turnaround       | Mark Mothersbaugh, Gerald Casale | Dave Grohl    | 2:19  |
| 6.     | Molly's Lips     | Eugene Kelly, Frances McKee      | Dave Grohl    | 1:54  |
| 7.     | Son of a Gun     | Kelly, McKee                     | Dave Grohl    | 2:48  |
| 8.     | (New Wave) Polly | Cobain, Novoselic, Dave Grohl    | Dave Grohl    | 1:48  |
| 9.     | Beeswax          | Cobain                           | Dale Crover   | 2:50  |
| 10.    | Downer           | Cobain                           | Dale Crover   | 1:44  |
| 11.    | Mexican Seafood  | Cobain                           | Dale Crover   | 1:55  |
| 12.    | Hairspray Queen  | Cobain, Novoselic                | Dale Crover   | 4:14  |
| 13.    | Aero Zeppelin    | Cobain, Novoselic                | Dale Crover   | 4:41  |
| 14.    | Big Long Now     | Cobain                           | Chad Channing | 5:04  |
| 15.    | Aneurysm         | Cobain, Novoselic, Grohl         | Dave Grohl    | 4:36  |